# Kansas City (Oregon)
Kansas City é uma pequena comunidade não-incorporada no estado norte-americano do Oregon, localizada a cerca de 28 milhas (45 km) a oeste de Portland. Faz parte do "Distrito de Forest Grove Rural Fire Protection". O Código Postal é 97116. Kansas City faz parte da Região Metropolitana de Portland.